# Danish Family Search
Danish Family Search (forkortet DFS) er en privat dansk-engelsk sproget hjemmeside, hvor det er muligt at søge i, læse og indtaste historiske kilder med relevans for dansk slægtsforskning, deriblandt kirkebøger, folketællinger og lægdsruller. Hjemmesiden blev lanceret i slutningen af maj 2013 af et dansk-australske par. Indtastning af kilder sker blandt andet i samarbejde med Dansk Data Arkiv og Statens Arkiver.

## Om siden
Hjemmesiden Danish Family Search blev lanceret i slutningen af maj 2013 af det dansk-australske par Marianne & Dan Nicolaysen, oprettelsen skete på deres private initiativ. Der findes andre hjemmesider hvor det er muligt at søge i indtastede folketællinger og kirkebøger, noget nyt for DFS var dog at her kunne man både søge, indtaste og se originale kilder, og når man søger får man mulighed for både at se en indtastet version af kilden, samtidigt med eksempelvis den original scannede kirkebogs side, hvor kilden er skrevet ind fra, kan ses. Som noget andet blev det også muligt for første gang at se scannede udgaver af danske kirkebøger og folketællinger på nettet, uden brug af programmet java.
Det er på Danish Family Search nødvendigt at oprette en bruger for at kunne indtaste historiske kilder, dog ikke for at søge i allerede indtastet materiale eller for at se originale kilde opslag. Der er ikke brugerbetaling på siden, i stedet finansieres den igennem reklamer.
Man kan søge i kirkebøger, folketællinger og lægdsruller på samme tid, hvilket andre danske hjemmesider ikke tidligere har lanceret. På en tema side kan man også søge i en database om faldne og faldne fra 2. slesvigske krig, databasen er baseret på bøgerne "Krigen 1864 Og de Faldnes Minde" af Vilhelm Cohen(udgivet i 1865) og "Register over faldne i de slesvigske krige 1848-1864" Holger A. Frisenette(udgivet 3 januar 2010). Når man søger i Danish Family Searchs databaser foretages en fonetisk søgning, dette sker for at tage højde for de mange forskellige måder et navn kan staves på, det betyder at hvis man søger på Laurits, så vil man også få resultater for personer med navnet Lauritz, den fonetiske søgning er baseret på en database med alternative stavemåder af navne, det er derfor kun de navne som er med i denne database der foretages fonetisk søgning på. I december 2013 var det muligt at tilgå 15 millioner indtastede kilde notater fra siden.
I april 2014 var DFS med til at hjælpe australsk politi med at finde ejeren af en stjålet skudsmålsbog, som havde tilhørt Laurine Mathilde Olsen der i 1910'erne emigrerede fra Danmark, det lykkes for DFS igennem kirkebøger, folketællinger og andet historisk kilde materiale at finde frem til hendes datter, som ganske rigtigt havde fået bogen stjålet.
I marts 2015 begyndte indtastningen af skoleprotokoller fra København, dette sker på DFS i samarbejde med Københavns Stadsarkiv som har scannet 63 forskellige skolers protokoller fra perioden 1753-1937. Samtidigt med nyheden om indtastning af skoleprotokoller blev offentliggjort kom det også frem at DFS har omkring 4.000 registrerede bruger, hvoraf omkring de 1.000 frivilligt indtaster forskellige arkivalier. Ifølge Alexa Internet lå DFS i starten af april 2015 iblandt de 500 mest besøgte danske hjemmesider.